# Algemeen Dagblad
L'Algemeen Dagblad, souvent abrégé AD, est un quotidien néerlandais fondé à Rotterdam et publié pour la première fois le 26 avril 1946.
Créé et conçu à l'origine comme une publication annexe du Nieuwe Rotterdamsche Courant par Willem Pluygers, il est en 2016 le deuxième plus grand journal du pays avec un tirage quotidien moyen de 317 626 exemplaires.
Classé parmi les quotidiens néerlandais « populaires », à l'instar du De Telegraaf, il dispose d'une ligne éditoriale plutôt conservatrice, qui fait qu'il est parfois considéré comme un journal à droite de l'échiquier politique.
Le journal appartient au Persgroep.

## Histoire
En septembre 2005, l'entreprise fusionne avec plusieurs quotidiens régionaux. Ces derniers disparaissent et, à la place, AD inclut un supplément dans les zones qui possédaient précédemment un quotidien régional. Deux d'entre eux, le AD Haagsche Courant (pour la région de La Haye) et le AD Rotterdams Dagblad (pour la région de Rotterdam), possèdent une édition du matin et une du soir.

### Changement des titres locaux
| Ancien titre           | Nouveau titre             |
| ---------------------- | ------------------------- |
| Rotterdams Dagblad     | AD Rotterdams Dagblad     |
| Goudsche Courant       | AD Groene Hart            |
| Rijn & Gouwe           | AD Groene Hart            |
| Haagsche Courant       | AD Haagsche Courant       |
| Utrechts Nieuwsblad    | AD Utrechts Nieuwsblad    |
| Amersfoortsche Courant | AD Amersfoortsche Courant |
| De Dordtenaar          | AD De Dordtenaar          |
| Dagblad Rivierenland   | AD Rivierenland           |

## Identité visuelle

### Logos

Logo de 2005 à 2011
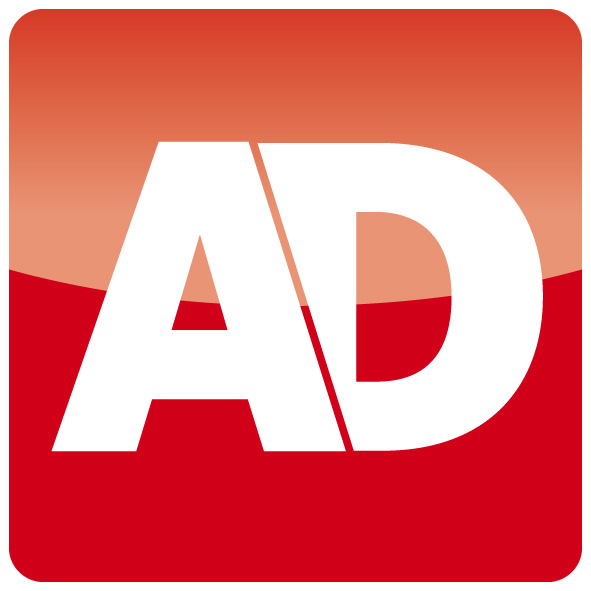
Logo du 3 juin 2011[4] à 2017
Logo depuis 2017